# Драгомірешть-Дял
Драгомірешть-Дял, Драгомірешті-Дял (рум. Dragomirești-Deal) — село у повіті Ілфов в Румунії. Входить до складу комуни Драгомірешть-Вале.
Село розташоване на відстані 12 км на захід від Бухареста, 135 км на південь від Брашова.

## Населення
За даними перепису населення 2002 року у селі проживали 2195 осіб. Рідною мовою 2193 особи (99,9%) назвали румунську.
Національний склад населення села:
| Національність | Кількість осіб | Відсоток |
| -------------- | -------------- | -------- |
| румуни         | 2185           | 99,5%    |
| цигани         | 6              | 0,3%     |